# Plataniá (ort i Grekland, Mellersta Makedonien)
Plataniá är en ort i Grekland.   Den ligger i prefekturen Nomós Kilkís och regionen Mellersta Makedonien, i den norra delen av landet, 400 km norr om huvudstaden Aten. Plataniá ligger 110 meter över havet och antalet invånare är 416.
Terrängen runt Plataniá är platt söderut, men norrut är den kuperad. Runt Plataniá är det ganska glesbefolkat, med 35 invånare per kvadratkilometer. Närmaste större samhälle är Polýkastro, 8,2 km söder om Plataniá. Trakten runt Plataniá består till största delen av jordbruksmark.